# Tiếng Uzbek
Tiếng Uzbek là một ngôn ngữ Turk và là ngôn ngữ chính thức của Uzbekistan. Nó có chừng 27 triệu người bản ngữ và là ngôn ngữ của người Uzbek ở Uzbekistan và những nơi khác tại Trung Á. Tiếng Uzbek thuộc nhóm Turk Đông (còn gọi là nhóm Karluk) của ngữ hệ Turk. Dù một phần lớn khối từ vựng tiếng Uzbek được thừa hưởng từ ngôn ngữ Turk nguyên thủy, nó cũng chịu ảnh hưởng từ tiếng Ba Tư, tiếng Ả Rập và tiếng Nga. Một nét khác biệt nổi bật ở tiếng Uzbek so với các ngôn ngữ Turk khác là sự biến đổi từ nguyên âm /a/ thành /ɒ/.

## Tên
Nội danh của tiếng Uzbek là oʻzbek tili hay oʻzbekcha. Khi viết bằng chữ Kirin, cái tên đó trở thành ўзбек тили và ўзбекча; còn khi ghi bằng chữ Ả Rập, ئوزبېک تیلی và ئوزبېچه.jg

## Số người nói
Ước tính số người nói tiếng Uzbek thiếu nhất quán. Đại từ điển Thụy Điển Nationalencyklopedin ước tính số người nói là 26 triệu,
trong khi CIA World Factbook ước tính 25 triệu. Những nguồn khác ước tính số người nói tiếng Uzbek là 21 triệu ở Uzbekistan, 3,4 triệu ở Afghanistan, 900.000 ở Tajikistan, 800.000 ở Kyrgyzstan, 500.000 ở Kazakhstan, 300.000 ở Turkmenistan, và 300.000 ở Nga.

## Phương ngữ
Tiếng Uzbek có nhiều phương ngữ, biến thiên theo từng vùng.

## Ngữ âm

### Nguyên âm
Tiếng Uzbek có tám âm vị nguyên âm, tuy chúng chỉ được thể hiện bằng sáu kí tự khi viết. Cả /i/ và /ɨ/ được viết là "i", còn /æ/ và /a/ đều được viết là "a":
| Đóng     | i | ɨ | u   |
| Nửa đóng | e |   | o~ɵ |
| Mở       | æ | a | ɒ~ɔ |

### Phụ âm
|             |           | Môi | Răng | Chân răng | Vòm | Ngạc mềm | Lưỡi gà | Thanh hầu |
| ----------- | --------- | --- | ---- | --------- | --- | -------- | ------- | --------- |
| Mũi         | Mũi       | m   |      | n         |     | ŋ        |         |           |
| Tắc/Tắc xát | vô thanh  | p   | t̪    | (ts)      | tʃ  | k        | q       | (ʔ)       |
| Tắc/Tắc xát | hữu thanh | b   | d̪    |           | dʒ  | ɡ        |         |           |
| Xát         | vô thanh  | f   |      | s         | ʃ   |          | χ       | h         |
| Xát         | hữu thanh | v   |      | z         | (ʒ) |          | ʁ       |           |
| Tiếp cận    | Tiếp cận  |     |      | l         | j   |          |         |           |
| R           | R         |     |      | r         |     |          |         |           |

## Ví dụ
Điều 1 của Tuyên ngôn Quốc tế Nhân quyền
| Tiếng Uzbek dùng mẫu tự Latin | Tiếng Uzbek dùng mẫu tự Cyrill | Tiếng Việt |
| --- | --- | --- |
| Barcha odamlar erkin, qadr-qimmat va huquqlarda teng bo'lib tug'iladilar. Ular aql va vijdon sohibidirlar va bir-birlari ila birodarlarcha muomala qilishlari zarur. | Барча одамлар эркин, қадр-қиммат ва ҳуқуқларда тенг бўлиб туғиладилар. Улар ақл ва виждон соҳибидирлар ва бир-бирлари ила биродарларча муомала қилишлари зарур. | Mọi người sinh ra đều được tự do và bình đẳng về nhân phẩm và quyền. Mọi người đều được phú bẩm về lý trí và lương tâm và vì thế phải đối xử với nhau trên tinh thần bác ái. |

| Tiếng Uzbek                               | Tiếng Việt                                  | Tiếng Thổ Nhĩ Kỳ                          |
| Uning akasi bu yil universitetni bitirdi. | Năm nay anh trai cậu ấy tốt nghiệp đại học. | Onun ağabeyi bu yıl üniversiteyi bitirdi. |
| Uning yuzi qizardi.                       | Cậu ta đỏ mặt.                              | Onun yüzü kızardı.                        |
| Men har haftada ikki soat dars olaman.    | Mỗi tuần tôi học bài hai giờ.               | Ben her hafta iki saat ders alıyorum.     |
| Bu mamlakatning aholisi baxtiyordir.      | Người dân nước này rất hạnh phúc.           | Bu memleketin ahalisi bahtiyardır.        |
| Bu ishni men muddatidan oldin bajardim.   | Tôi xong việc trước thời gian quy định.     | Bu işi ben müddetinden önce başardım.     |